# 七使徒聖堂

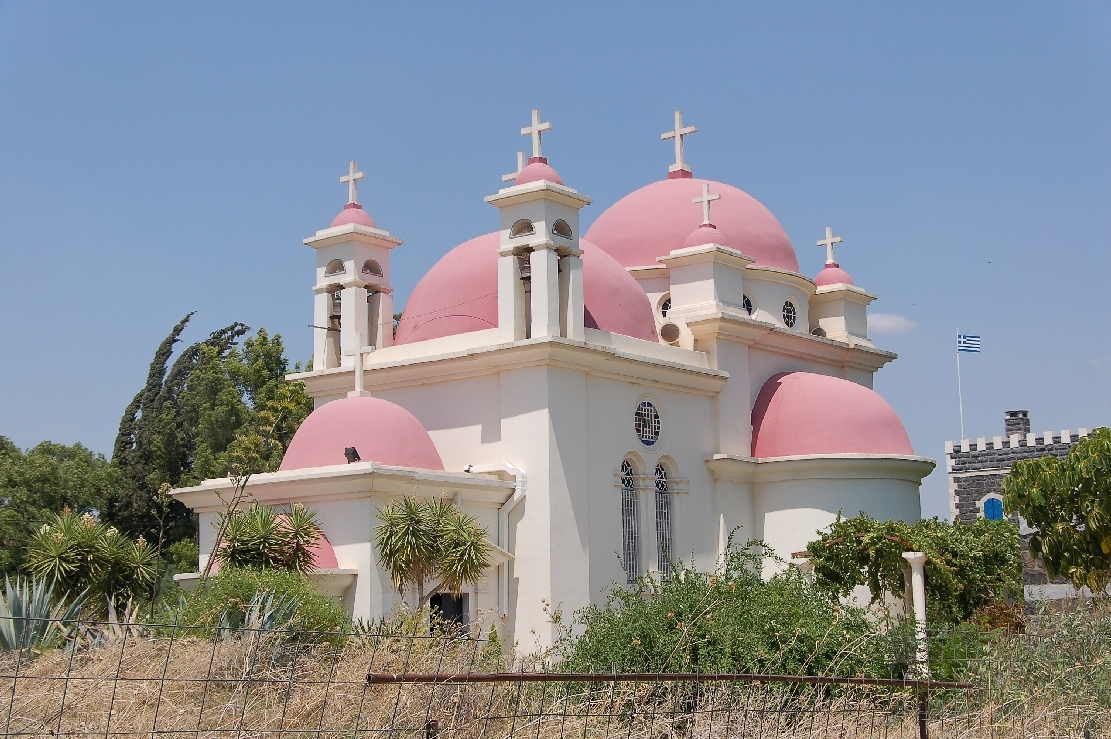
七使徒聖堂

七使徒聖堂（ななしとせいどう、ヘブライ語: כנסיית השליחים, Knessiah haShalichim, ギリシア語: Εκκλησία Αποστόλων, 英語: Church of the Seven Apostles）とは、イスラエル、ガリラヤ湖の近くのカペナウム（Capernaum）にある正教会の聖堂。
ヨハネによる福音書（イオアン福音）21章2節に記されている、ティベリアス湖畔（ガリラヤ湖畔）で、復活したイイスス・ハリストス（イエス・キリストのギリシャ語読み）が姿をあらわした7人の使徒、すなわちペテロ（ペトル）、トマス（フォマ）、ナタナエル（ナファナイル）、ゼベダイ（ゼヴェデイ）の二人の子、および他の弟子二人を記憶している。
1931年竣工。白地の壁に赤いドームを特徴とする。